# Tali Paul
Tali Elene Paul, en kort period verksam under namnet Wiedersheim-Paul, född 28 september 1902 i Berlin, död 1 oktober 1966 i Lidingö församling, var en tysk svensk målare.
Hon var dotter till författaren Adolf Georg Wiedersheim-Paul (1863–1943) och Natalie Brehmer och syster till konstnärerna Hedda Wiedersheim-Paul (1902–1995) och Holger Wiedersheim-Paul (1907–1970). Hon fick sin konstnärliga utbildning i Tyskland där hon bland annat studerade vid Akademie der Künste i Berlin. Tillsammans med sin tvillingsyster Hedda ställde hon ut på Mässhallen i Stockholm 1943, separat ställde hon ut i bland annat Billerud 1953. Hon medverkade i samlingsutställningar på Lidingö och i Berlin. Hennes konst består av djurbilder, porträtt, landskap och religiösa ämnen. Paul är begravd på Lidingö kyrkogård.